# Casa de Camilo Castelo Branco
A Casa de Camilo Castelo Branco, Casa-Museu de Camilo Castelo Branco ou mais vulgarmente Casa de Camilo, residência do escritor Camilo Castelo Branco na Quinta de S. Miguel de Seide, é uma casa-museu reconstituída, localizada na atual freguesia de Seide, município de Vila Nova de Famalicão, distrito de Braga, em Portugal.
Encontra-se classificada como Imóvel de Interesse Público desde 1978.

## História
A casa foi mandada construir por Pinheiro Alves, primeiro marido de Ana Plácido, por volta de 1830, quando regressou do Brasil na posse de avultada fortuna. Aquando da morte de Pinheiro Alves, em julho de 1863, Camilo mudou-se com Ana Plácido para a quinta, pois era património legado ao filho de Ana, Manuel Plácido. Aí, a 15 de setembro de 1864, nasceu o último filho do casal, Nuno Plácido Castelo Branco.
A 15 de julho de 1866, António Feliciano de Castilho, na companhia de Tomás Ribeiro e de Eugénio de Castilho, visitou S. Miguel de Seide, tendo Ana Plácido, como recordação dessa visita, mandado erigir um obelisco na cerca da casa.
Os escritores viveram aí cerca de 26 anos, do inverno de 1863 até ao suicídio, em 1890.
A primitiva casa foi destruída por um incêndio em 17 de março de 1915. Reconstruída, foi transformada em museu camiliano em 1922.
Ao final da década de 1940, foi objeto de extensa campanha de intervenção de restauro, ficando, desde então, muito semelhante à que fora habitada pelo romancista.
Em 1 de junho de 2005, por ocasião dos 115 anos do falecimento do escritor, foi inaugurado, em terrenos fronteiros à Casa de Camilo, o Centro de Estudos Camilianos. O edifício, da autoria do arquiteto Álvaro Siza Vieira, compreende um auditório, salas de leitura e de exposições temporárias, cafetaria, gabinetes de trabalho e reservas.
Foi considerado o melhor museu nacional em 2006 pela Associação Portuguesa de Museologia.
Em 16 de março de 2022 foram inauguradas as obras de renovação e restauro do novo conjunto camiliano constituído pela casa e quinta e Casa dos Caseiros. A data, em que se assinalam os 197 anos do nascimento do romancista. Com um investimento de cerca de 320 mil euros, as obras visaram a remodelação, ampliação e arranjos exteriores da Casa de Camilo. O restauro da casa dos caseiros e a renovação da quinta permite, não só oferecer aos visitantes um cenário tão semelhante quanto o que Camilo viveu, mas também permitir que com essas novas infraestruturas possamos diversificar ainda mais a oferta educativa e pedagógica. A Casa dos Caseiros tem duas valências essenciais: uma dedicada aos serviços educativos e outra composta por uma cozinha que possibilita servir refeições com ementa camiliana. Há, ainda, um novo espaço constituído por um sequeiro e logradouro para o desenvolvimento de atividades do quotidiano oitocentista.
No dia 18 de novembro de 2024 foi abatida a "Acácia do Jorge", uma réplica da árvore original que terá sido plantada por Jorge, filho de Camilo e Ana Plácido, em 1871, junto à escadaria de pedra da Casa de Camilo. O trabalhador que derrubou a árvore, ainda que alegadamente estivesse seca, foi suspenso e multado.